# L'Œuvre de Dieu, la Part du Diable (roman)
Pour les articles homonymes, voir L'Œuvre de Dieu, la Part du Diable.
L'Œuvre de Dieu, la Part du Diable (titre original : The Cider House Rules) est un roman de l'écrivain américain John Irving publié en 1985.

## Résumé
Dans les années 1920, le docteur Wilbur Larch, obstétricien, est envoyé à Saint Cloud's, dans le Maine, États-Unis d'Amérique. Exerçant auparavant à Boston, il s'est mis à l'écart de ses collègues en pratiquant un avortement.
Rapidement, il fonde un orphelinat, dans lequel il exerce ses talents, assisté des infirmières Angela et Edna, pratiquant des accouchements (« l'œuvre de Dieu ») et des avortements (« la part du Diable »). Pour lui cependant les deux sont « l'œuvre de Dieu », la véritable « part du Diable » étant les horreurs qu'il a vues sur les champs de bataille de la Première Guerre mondiale.
Homer Wells est l'un des orphelins, né dans les années 1930. Après quatre tentatives ratées d'adoption, Larch lui permet de rester à l'orphelinat s'il se rend utile. Homer commence alors à apprendre la médecine, et surtout l'obstétrique, auprès du docteur Larch. Mais, malgré son amour pour lui, Homer refuse de l'aider à pratiquer des avortements.

## Les lieux
Outre l'orphelinat de Saint Cloud's, l'action se déroule en grande partie dans la cidrerie Worthington de Ocean View à Heart's Rock, toujours dans le Maine, où Candy et Wally retournent en emmenant Homer, qui y passe plusieurs années, et où M. Rose, le chef des ramasseurs de pommes, fait régner ses propres règles (The Cider House Rules).

## Les personnages

### Wilbur Larch
Médecin obstétricien de formation, né à Portland dans les années 1850. Sa première expérience sexuelle, payée par son père, sera sa dernière. Après ses études à Harvard, il exerce à Boston quelques années. Ironie du sort, il aura pour patiente la prostituée avec qui il a couché, qui meurt pendant son service, victime d'un produit contraceptif très puissant. La fille de celle-ci vient le voir ensuite pour un avortement, qu'il refuse de lui faire. Elle meurt peu de temps après, victime des services d'un avorteur peu scrupuleux. Larch se reproche toute sa vie d'avoir refusé l'avortement, et interviendra sur une très jeune fille. Ce qui change toute sa vie : ses collègues le mettent indirectement en quarantaine, de nombreuses patientes viennent le voir pour avorter.
Devant cette situation, il retourne dans sa ville natale, et attend sa prochaine affectation. Ce sera à Saint Cloud's, ville perdue du Maine. Peu de temps après son arrivée, il fonde un orphelinat, où il recueille de nombreux enfants. Il y pratique accouchements et avortements.

### Homer Wells
L'un des orphelins de Saint Cloud's, né dans les années 1920.
Sa jeunesse a été bercée par la lecture de David Copperfield  et de Les Grandes Espérances de Charles Dickens, lus par le docteur Larch aux orphelins.
Quatre familles ont tenté de l'adopter, mais les tentatives ont été des échecs :
- la première famille le trouvait trop calme, il ne se plaignait jamais. Elle a donc pensé qu'il était anormal.
- la deuxième famille, résidant à Three Miles Falls, l'a littéralement torturé. Alors que Homer était connu à Saint Cloud's pour ne jamais se plaindre, cette famille l'a tellement brimé que ses hurlements étaient audibles à travers le bruit continu des chutes d'eau. Six mois après son retour à Saint Cloud's, il se réveillait toujours en hurlant encore lorsque quelqu'un passait près de lui. Le docteur Larch ne s'est jamais remis de cette tentative ratée.
- la troisième famille, dont le chef de famille est professeur, était catholique fervente. À Noël, l'un des cousins tente de violer Homer, puis lui en fait porter la responsabilité. Homer, battu par la mère et relégué dans la chaufferie pour se repentir, prend simplement ses affaires et retourne à Saint Cloud's.
- la dernière famille, un couple aventureux, sera emportée par des troncs d'arbres sous les yeux de Homer.

Autorisé par Larch à rester à Saint Cloud's, il s'y rendra utile. Ce n'est que vers seize ans qu'il comprend, en voyant un fœtus, ce qui se passe réellement à l'orphelinat. Formé par Larch, il devient son assistant, mais se refuse à pratiquer lui-même des avortements.
Il se lie avec Melony, mais leur relation sera cependant tumultueuse. Il lui promet de ne pas partir de Saint Cloud's avant elle, mais ne tiendra pas cette promesse.
Sa rencontre avec Candy et Wally, venus pour un avortement, lui offre l'occasion d'échapper à Saint Cloud's, au moins temporairement. Il découvre l'amour avec Candy, dont il a un fils, Ange.
Cependant, après la mort de Larch, il est contraint de pratiquer un avortement sur Rose Rose, et retourne à Saint Cloud's poursuivre l'œuvre de celui-ci.

### Melony
Orpheline, tout comme Homer, elle n'a pas été adoptée. Son nom devait être Melody, mais une faute de frappe de la secrétaire l'a transformé en Melony.
Un peu plus âgée que Homer, elle prend plaisir à le faire souffrir, tout en passant du temps avec lui. Elle l'a surnommé « Rayon-de-Soleil ».
Après le départ de Homer de Saint Cloud's, elle s'enfuit à sa poursuite, travaillant dans des vergers, puis devient électricienne spécialisée.
Elle se mettra en ménage avec Lorna, cessant de chercher Homer. Elle vient lui rendre visite à Ocean View une seule fois, l'attaquant pour sa lâcheté. Cependant, elle suit sa carrière, gardant l'article de journal relatant sa nomination en tant que responsable de Saint Cloud's. Ses dernières volontés seront que son corps, une fois préparé, soit envoyé à Homer, pour qu'il lui soit enfin utile.

### Candy Kendall
Fille de Ray. Amoureuse de Wally, elle tombe enceinte de lui. Ils décident de ne pas garder l'enfant et vont donc à Saint Cloud's pour que Candy y avorte. Rencontrant Homer, ils l'emmènent avec eux à Ocean View où il restera de nombreuses années.
Lorsque Wally disparaît au-dessus de la Birmanie, elle se lie avec Homer, et ils ont un fils, Ange. Cependant, son amour pour Wally reste intact et elle se marie avec lui.

### Wally
Fils d'Olive, et amoureux de Candy. Rêvant de devenir pilote, il s'engage dans l'aviation durant la Seconde Guerre mondiale. Abattu au-dessus de la Birmanie, il disparaît durant plusieurs années, et revient paralysé des jambes et stérile.

### M. Rose
Chef des ramasseurs d'Ocean View, qu'il dirige d'une main de maître. C'est lui également qui rassemble les ramasseurs avant la récolte, et les conduit à Ocean View. Il est le père de Rose Rose, et sera tué par celle-ci.

### Ange
Fils de Homer et Candy né secrètement à St Cloud's, ses parents lui font croire qu'il a été adopté. Son nom est un hommage à Nurse Angela, qui a donné son nom à Homer.
Amoureux de Rose Rose, la fille de M. Rose, il décide de devenir écrivain en constatant qu'il adore la faire rêver en lui racontant des histoires.

### Rose Rose
Fille de M. Rose. Sa mère est décédée.
Amoureuse d'Ange, elle prend la fuite après avoir poignardé son père, coupable d'inceste.

### Olive
Mère de Wally, elle est la patronne d'Ocean View.

### Ray Kendall
Père de Candy. Langoustier, il est également mécanicien de génie, réparant tout et n'importe quoi.
Il meurt dans l'explosion d'une torpille qu'il construisait.

### Nurse Angela
L'une des deux infirmières de Saint Cloud's. Chargée avec Nurse Edna de donner des noms aux nouveau-nés, c'est elle qui donne son nom à Homer Wells - son grand-père creusait des puits (well en anglais).

### Nurse Edna
L'autre infirmière qui assiste le docteur Larch, dont elle est follement amoureuse. Les noms qu'elle donne aux orphelins sont peu variés, James, Wilbur, ...
Pour le docteur Larch, elle est prête à tout.

### Madame Grogan
Responsable de la section Filles de l'orphelinat. Elle aime beaucoup Melony, mais se rend bien compte que ce n'est pas réciproque.

## Compléments
- John Irving a obtenu de nombreux renseignements médicaux de son grand-père, médecin.
- Le roman a été adapté en film en 1999, L'Œuvre de Dieu, la part du Diable avec Tobey Maguire, Charlize Theron, Michael Caine et Delroy Lindo. John Irving lui-même apparaît deux fois, sous les traits d'un chef de gare, et il obtient en 2000 l'Oscar du cinéma pour la meilleure adaptation de son propre scénario.